# Рудня Телешовська
Рудня Телешовська (біл. Рудня Целяшоўская) — село в Тереницькій сільській раді Гомельського району Гомельської області Республіки Білорусь.

## Географія
Село розташоване за 18 км від залізничної станції Якимівка на неелектрифікованій лінії Калинковичі — Гомель та 35 км на північний захід від Гомеля.
Селом тече річка Іволька (притока річки Уза).

## Історія
За письмовими джерелами відоме з XIX століття. У 1850 року перебувало у володінні Івицьких. З 1880 року працювала зернодробарка. Згідно з переписом 1897 року розташовувалися: хлібний магазин, вітряк, лавка, кузня. У 1909 році 1880 десятин землі, працювала школа у Гомельському повіті Могильовської губернії.
З 8 грудня 1926 року по 30 грудня 1927 року центр Телешовськоруднянської сільради Уваровицького району Гомельського округу. У 1930 році організовано колгосп. Під час німецько-радянської війни на фронтах та у партизанській боротьбі загинули 116 жителів на згадку про яких, у 1976 році, в центрі села встановлено обеліск та 2 стели. 1959 року центр колгоспу імені Суворова. Розташовані 9-річна школа (1988 року побудована цегляна будівля), Будинок культури, бібліотека, фельдшерсько-акушерський пункт, відділення зв'язку, їдальня, магазин.
До 1 серпня 2008 року перебувало у складі Телешовської сільської ради.

## Транспорт
Поруч пролягає автошлях Жлобин — Гомель.
Планування села складається з прямолінійної вулиці, яка орієнтована з південного сходу на північний захід, до якої із заходу приєднуються 3 невеликі вулиці. Забудова двостороння, здебільшого дерев'яна, садибного типу. У 1987 році збудовано 50 цегляних котеджів для переселенців із забруднених радіацією місць внаслідок аварії на Чорнобильській АЕС.